# Egaleo
Egaleo (gr. Αιγάλεω) – miasto w Grecji, w administracji zdecentralizowanej Attyka, w regionie Attyka, w jednostce regionalnej Ateny-Sektor Zachodni. Siedziba i jedyna miejscowość gminy Egaleo. W 2011 roku liczyło 69 946 mieszkańców.

## Charakterystyka
Położone w granicach Wielkich Aten. W Grecji nie ma obowiązku zmiany meldunku, toteż liczba mieszkańców dzielnic miejskich jest zwykle znacznie wyższa od nominalnej, a liczba mieszkańców małych miejscowości bywa znacznie niższa od nominalnej. I tak np. prawosławna metropolia kościelna Egaleo informuje, że liczy ponad 100 tys. wiernych.
Przy ulicy Iera Odos (Ιερα Οδος) znajduje się stacja metra linii trzeciej (Aiport – Dimotiko Theatro). Dzielnica jest typowo mieszkalna. Na jej terenie swoją siedzibę ma pierwszoligowy klub Aigaleo Ateny (Egaleo Fc). Nad dzielnicą Egaleo góruje wzgórze, o tej samej nazwie, wznoszące się do wysokości 414 m n.p.m.

## Współpraca
- Reggio di Calabria, Włochy
- Leganés, Hiszpania